# Koga (Ibaraki)
Koga (古河市?, Koga-shi) è una città giapponese della prefettura di Ibaraki.